# (73870) 1997 AC16
(73870) 1997 AC16 – planetoida z pasa głównego asteroid okrążająca Słońce w ciągu 3,49 lat w średniej odległości 2,3 j.a. Odkryta 13 stycznia 1997 roku.